# Joanna Kaczor (lekkoatletka)
Joanna Kaczor (ur. 27 grudnia 1981) – polska lekkoatletka, biegaczka średniodystansowa.

## Kariera
Zawodniczka klubów: Znicz Biłgoraj (1998-1999 i 2001-2006), Agros Zamość (2000). Dwukrotna halowa mistrzyni kraju (2002) – biegi na 800 i 1500 metrów. Czterokrotna medalistka mistrzostw Polski w biegu na 800 metrów: dwukrotna srebrna (2002, 2004) i dwukrotna brązowa (2001, 2003). Młodzieżowa mistrzyni Polski w biegach na 800 metrów (2002) i 1500 metrów (2002).
Piąta zawodniczka młodzieżowych mistrzostw Europy w biegu na 800 metrów (2003).
Rekordy życiowe: 800 metrów - 2:02,02 (2002), 1500 metrów - 4:15,78 (2002)